# Психарис, Яннис
Яннис Психарис (греч. Γιάννης Ψυχάρης; 15 мая 1854, Одесса — 29 сентября 1929, Париж) — греческий писатель и языковед, главенствующая фигура в борьбе за отстаивание димотики как основного языка греческой художественной и деловой литературы.

## Биография
Родился в Одессе. До шести лет общался на русском, затем на французском. В детстве жил в Константинополе. Изучал право в Бонне. В 1869 году переехал в Францию, в университете Сорбонны специализировался в области латинской филологии. После окончания университета стал профессором филологии. Занимался византийской и новогреческой филологией, изучал новогреческие диалекты. Имел широкие связи с французской интеллектуальной элитой: был приятелем Виктора Гюго, Шарля Леконт де Лиля, Эрнеста Ренана.
Впечатления от своего путешествия в Константинополь и Грецию изложил в сочинении «Мое путешествие» (греч. «Το ταξίδι μου»), который стал поворотным пунктом в ожесточенной борьбе греческих ученых, литераторов и чиновников вокруг языкового вопроса.
Умер 29 сентября 1929 года в Париже. В 1932 году перезахоронен в городе Врондадос на острове Хиос.

## Борьба за народный язык
Психарис является ключевой фигурой в процессе утверждения димотики вместо кафаревусы как литературного языка. В тот период (восьмидесятые годы XIX века) в изящной словесности представители ионической школы, которые писали димотикой, уступили Афинской школе, более архаичной и отдаленной от народа как в языковом, так и в тематическом отношении; официальным же языком тогда тоже был архаичный и малопонятный кафаревуса. Психарис утверждал, что древнегреческий язык (который отстаивали сторонники кафаревуса) только потому и сохранился в современных ему условиях более или менее живым, что претерпел изменения. Он предлагал приблизить древнегреческий язык к разговорному путём естественных изменений на фонетическом и морфологическом уровнях. Важно также и то, что Психарис ясно сознавал: литературный язык надо создавать, а не просто взять за основу тот или иной диалект; надо выработать такую литературную норму, которая была бы понятна носителям всех греческих диалектов, одновременно отвергая маргинальные и малораспространенные языковые явления отдельных диалектов. Относительно языковой ситуации, сложившейся в Греции, Психарис ввел термин «диглоссия» — двуязычие.
Очень важным в аспекте теории был «поединок» димотикиста Психариса с первым греческим ученым-языковедом Георгиосом Хадзидакисом, выступавшим за кафаревусу. Систематическое изложение своих мыслей по языковому вопросу Психарис сделал в книге «Мое путешествие», которая на долгое время стала манифестом и указателем димотикистов. После выхода в свет «Моего путешествия» Психарис превратился в лидера движения за утверждение народного языка не только в литературе, но и в общественной и политической жизни. Впечатления от путешествия в этой книге часто перемежаются с основательными соображениями о греческом языке и его диалектах, при этом автор приводит множество конкретных лексических, морфологических и фразеологических примеров, создавая исключительный по своей синтетичности текст, в котором неразрывно связаны научность, лиричность, философичность. В собственно авторском тексте он с лингвистической точностью везде использует только народный язык, подавая пример другим литераторам.
Своей деятельностью Психарис обострил языковой вопрос, призвал к расширению прав димотики, получил широкую поддержку среди греческих интеллектуалов.
Отрывок из книги «Мое путешествие»:
Моя жизнь принадлежит Франции. Тем, кем я есть, обязан Франции. Я люблю её, как мать или как родину. Я стал её сыном во время бедствия и печали, то как мне её не любить? Но родился я греком и забыть того не могу, я имею обязательства и перед Грецией. Я хотел показать ей это. Но так как не могу послужить ей в войне, то хотя бы буду воевать за наш национальный язык. Нация, чтобы стать нацией, требует двух вещей: расширить свои границы и создать собственную письменность. Если она покажет, что знает, чего стоит её народный язык, и если не будет стесняться этого языка, тогда мы увидим, что она действительно является нацией. Она должна расширить не только географические границы, но и границы мышления. Именно за эти границы я веду борьбу.
Яннис Психарис
Мое путешествие

## Литературное творчество
Помимо «Моего путешествия», которое не только стало мощным катализатором движения за внедрение народного языка в новогреческую изящную словесность, но и отличалось незаурядными собственно художественными достоинствами, Психарис написал ещё много прозаических произведений. В 1891 вышла его книга «Розы и яблоки» («Ρόδα και μήλα»), далее — романы «Мечты Яннариса» («Το όνειρο του Γιαννίρη», 1897), «Жизнь и любовь в уединении. История нового Робинзона» («Ζωή κι αγάπη στη μοναξιά. Τα ιστορικα ενος καινουργιου Ρωμπινσωνα», 1904), «Больная служанка» («Η άρρωστη δούλα», 1907), «Два брата» («Τα δυο αδέρφια», 1911), «Агни» («Αγνή», 1913), «Две розы» («Τα δυο τριαντάφυλλα», 1914). Его драматургическое наследие собрано в томе «Греческий театр» («Για το Ρωμαικο θεατρο», 1901).
Яннис Психарис писал также стихи в прозе.